# Symfonie nr. 4 (de Meij)
De Symfonie nr. 4, Symfonie van de liederen (Duits: Symphonie der Lieder) van Johan de Meij ging in première op 24 juli 2013. Het verzoek voor deze symfonie kwam van Peter Vierneisel en "zijn" Jeugdorkest van Zuid Tirol ("Orchestra giovanile di fiati dell’Alto Adige"). Zij speelden dan ook dit werk voor het eerst en wel tijdens een Mahlerfestival in Dobbiaco in Italië. Soliste was Christine Marsoner.
De binding met Gustav Mahler ligt in de keus van de eerste drie liederen. De teksten haalde de Meij uit het oeuvre van Friedrich Rückert. Mahler haalde de teksten voor zijn Kindertotenlieder en zijn Rückert-Lieder bij dezelfde schrijver.
De Symfonie van liederen bestaat uit zes liederen:
1. Ein Jahr is nun geschwunden (Rückert)
2. Wenn zur Tür herein (Rückert)
3. Wiedersehn (Rückert)
4. Zwei Brüder (Heinrich Heine)
5. Vorfrühling (Hugo von Hofmannsthal)
6. Liedchen des Harlekin (Hofmannsthal)

De symfonie is geschreven voor
- zangstem (Marsoner is alt)
- kinderkoor
- harmonieorkest

Eileen Machan-Schley is de schoonmoeder van de componist.
De Nederlandse première van de symfonie werd op 3 november 2013 verzorgd door sopraan Irene Verburg, het Nationaal Kinderkoor en het Philips Symfonisch Blaasorkest, het harmonieorkest van de Stichting Philips Harmonie, in het Muziekgebouw Frits Philips, Eindhoven, onder leiding van de componist.